# Охара, Косон
Косон Охара (яп. 小原 古邨 Охара Косон, род. 1877 — ум. 1945; наст. имя Матао Охара) — японский художник и гравёр конца XIX — начала XX века.

## Жизнь и творчество
Косон Охара, или Матао Охара родился в городе Канадзава префектуры Исикава, на севере Японии. Художник учился живописи в технической школе префектуры Исикава с 1889 по 1898 год. В 1899 году Косон переехал в Токио, где начал заниматься жанром укиё-э. Там Охара познакомился с Судзуки Касоном (1860—1919), который и дал ему псевдоним Косон. Позднее Охара создал несколько гравюр, изображающих военные действия (жанр «сэнсо-э») на тему русско-японской войны. Тогда многие художники жанра укиё-э изображали китайско-японскую и русско-японскую войны. Скоро в моду вошла фотография — новый вид изображения событий. Вскоре работы Охары Косона перестали продаваться, и единственным заработком стало преподавание в школе изящных искусств в Токио. В 1926 году близкий друг художника, Эрнест Феноллоза, куратор отдела японского искусства в Бостонском музее, огромный поклонник японской традиционной живописи, уговорил художника снова заняться живописью. После этого Охара работал исключительно в жанре катё-га — изображения птиц и цветов. Работы художника хорошо продавались за рубежом, особенно в США. Он активно работал до 1935 года.
В 1945 году Косон Охара умер в Токио в своём доме.

## Галерея

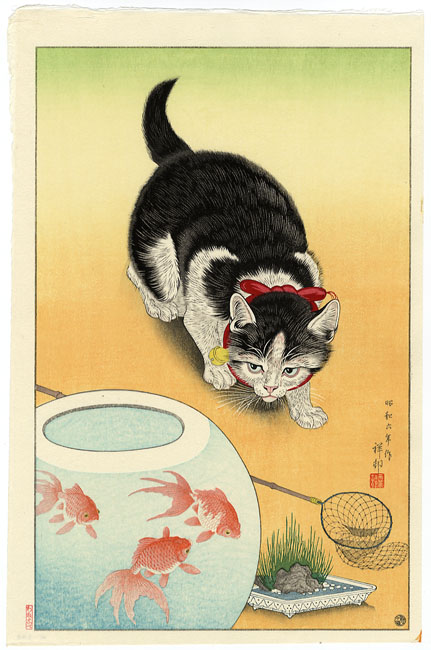
Кот и золотая рыбка
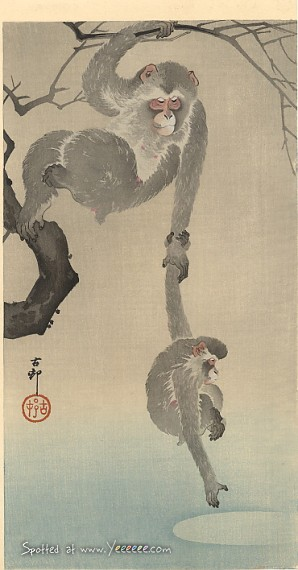
Обезьяна с детёнышем
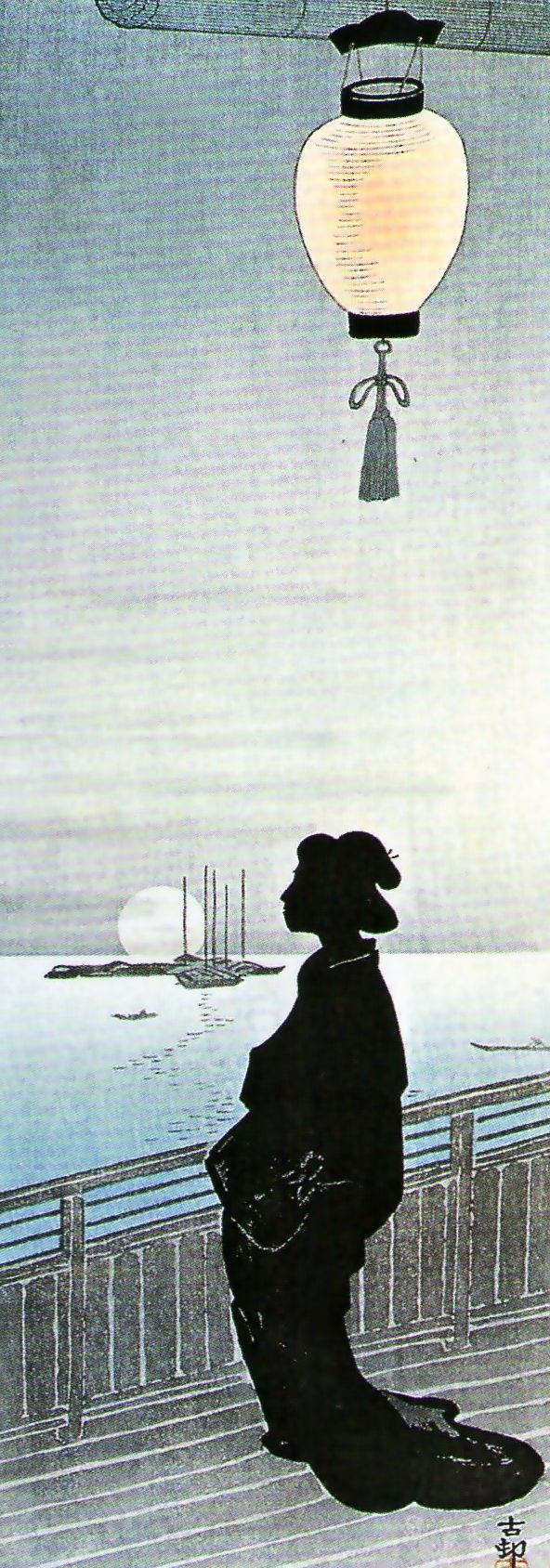
Без названия
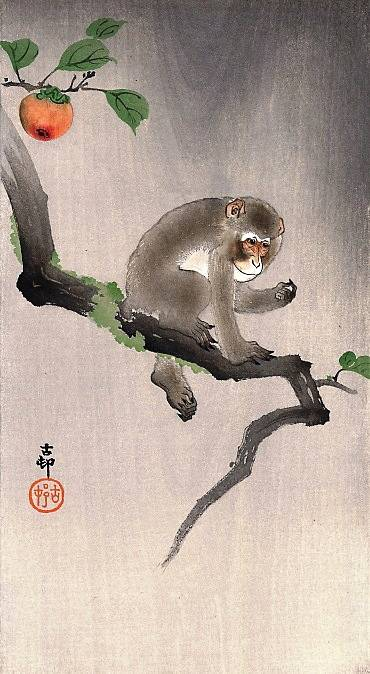
Обезьяна на дереве
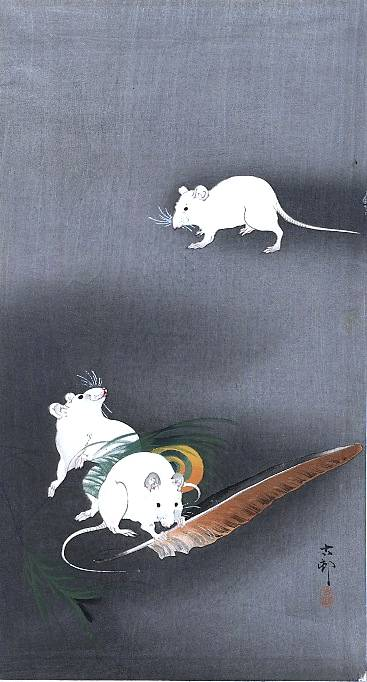
Три белых мыши
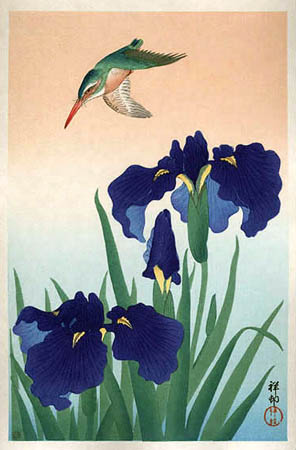
Зимородок и ирис
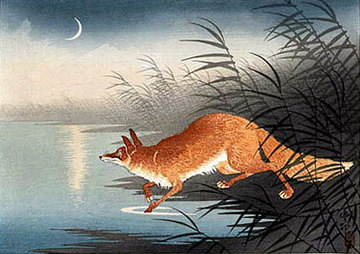
Лиса